# لویترسدورف (تورینگن)
لویترسدورف (به آلمانی: Leutersdorf) یک شهر در آلمان است که در اشمالکالدن-ماینینگن واقع شده‌است. لویترسدورف ۲۸۱ نفر جمعیت دارد.